# Statsflyget

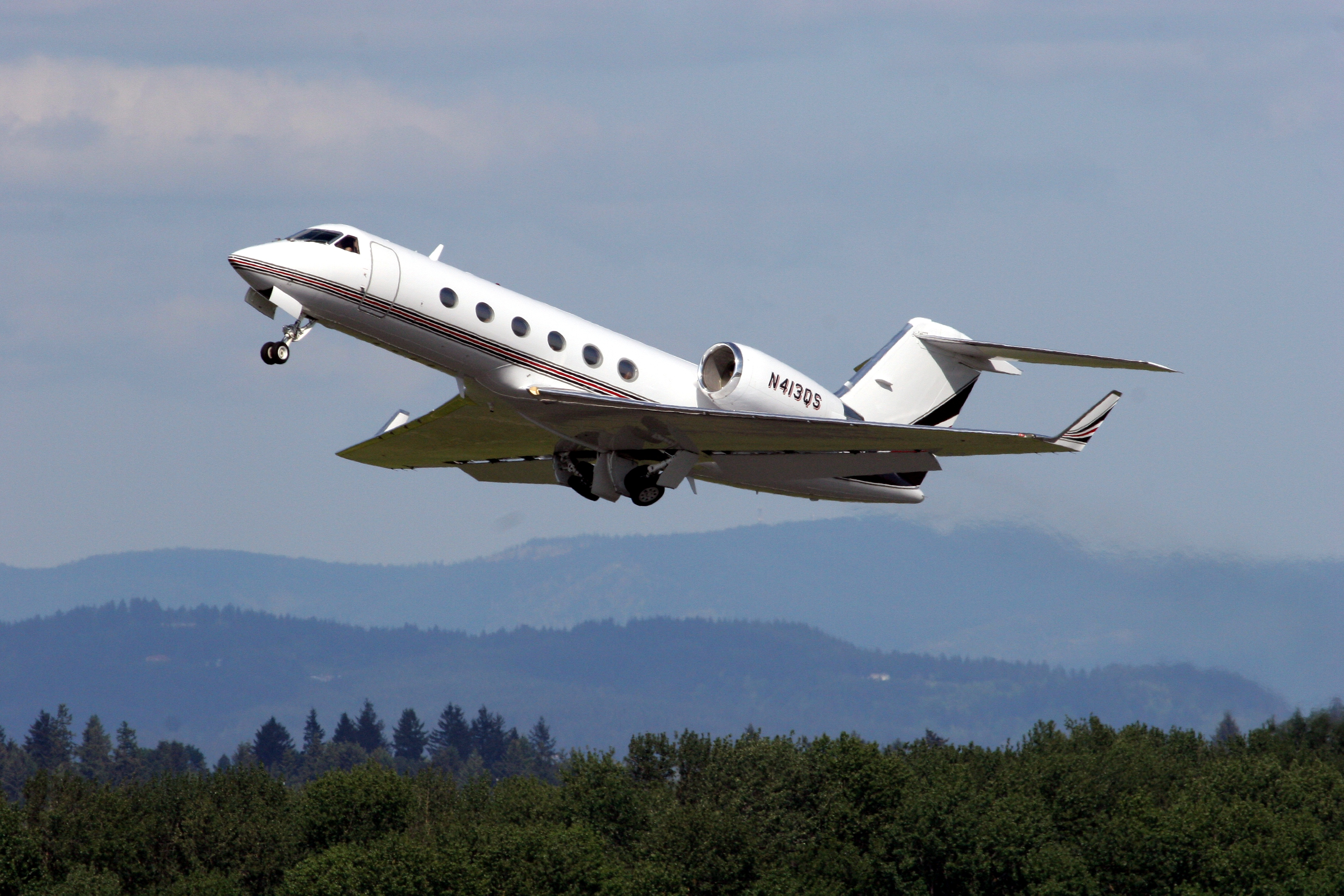
Gulfstream IV

Statsflyget, eller mer vardagligt regeringsplanet, kallas en enhet av två svenska militära transportflygplan med uppgift att transportera statschefen och svenska statens högsta civila och militära ledning.

## Historia
Statsflyget har sitt ursprung i Stabens flygavdelning, som 1938 blev Flygledningens flygavdelning inom Svea flygflottilj (F 8). Åren 1963–1974 tillhörde avdelningen Svea flygkår (F 18). År 1974 överfördes den till Flygvapnets Södertörnsskolor vid Tullinge flygplats söder om Stockholm. Samtidigt fick den namnet Sambandsflygenheten.
Enheten använde först transportflygplanen Sk 50 och Sk 60. De gick bara att flyga på vardagar eftersom de saknade civila navigerings- och landningshjälpmedel. För att öka tillgängligheten byggdes två Sk 60 om med civila system. De fick beteckningen Sk 60D. Senare tillfördes ett Tp 87, vilket förbättrade transportkapaciteten.
Efter att ubåten U 137 gick på grund 1981 ökade behovet av snabba transporter inom Försvarsmakten. Sambandsflyget fick en större roll och utökades med ett Tp 88. Planet köptes för att snabbt kunna flytta klargöringsstyrkor inom incidentberedskapen, men användes också för VIP-flygningar.
År 1985 flyttade Sambandsflygenheten till Bromma flygplats i Stockholm. Där kunde man starta och landa även utanför ordinarie arbetstid, vilket ökade flexibiliteten.
Samma år, den 1 juni 1985, överfördes enheten till Upplands flygflottilj (F 16) i Uppsala. Den blev en del av flygunderhållsenheten, men fortsatte delvis att verka från Bromma. Den 1 juni 1990 bytte enheten namn till Transportflygenheten.
När F 16 avvecklades överfördes Transportflygenheten till Blekinge flygflottilj (F 17) i Ronneby den 31 december 2002. Enheten kallades då Specialflygenheten.
Den 31 december 2008 flyttades Specialflygenheten till Skaraborgs flygflottilj (F 7) i Såtenäs. Där slogs den samman med Transportflygdivisionen. Tillsammans bildade de Transport- och specialflygenheten (7.TSFE). Mellan 2009 och 2016 var verksamheten utspridd på flera flygplatser: Bromma flygplats, Ronneby flygplats, Malmens flygplats, Luleå flygplats och Uppsala flygplats.
Sedan 2016 är Statsflyget helt baserat på Stockholm-Arlanda flygplats. Därifrån genomför Försvarsmakten i dag transporter för både civila och militära behov.

## Organisation
Flygplanen tillhör Transport- och specialflygenheten under Skaraborgs flygflottilj (F 7), vilken opererar från Arlanda flygplats. Flygenheten opererar (2020) med en Tp 102 Gulfstream IV och en Gulfstream G550, det sistnämnda levererat 2011. Flygplanen har plats för åtta respektive tolv passagerare och en besättning om fyra personer. Längsta flygtid är cirka 8 timmar.

## Prioritetsordning för utnyttjande
Statsflygets transporter prioriteras enligt följande ordning när flera behov föreligger:
1. Statschefen
2. Riksdagens talman
3. Statsministern
4. Utrikesministern
5. Övriga statsråd
6. Överbefälhavaren
7. Generaldirektören för Försvarsmakten
8. Ledamöter i Sveriges riksdag eller personer i en statlig myndighets ledning, i mån av tillgänglighet
9. Viktiga civila nyckelpersoner vid särskilda behov

## Anropssignaler
Gulfstream IV-planet går under anropssignalen "Swedforce 24" och Gulfstream 550-planet "Swedforce 25".